# 間宮永好
間宮 永好（まみや ながよし）は、江戸時代後期から明治初期の国学者、歌人。小山田与清門下。水戸藩士、神祇大史。

## 生涯

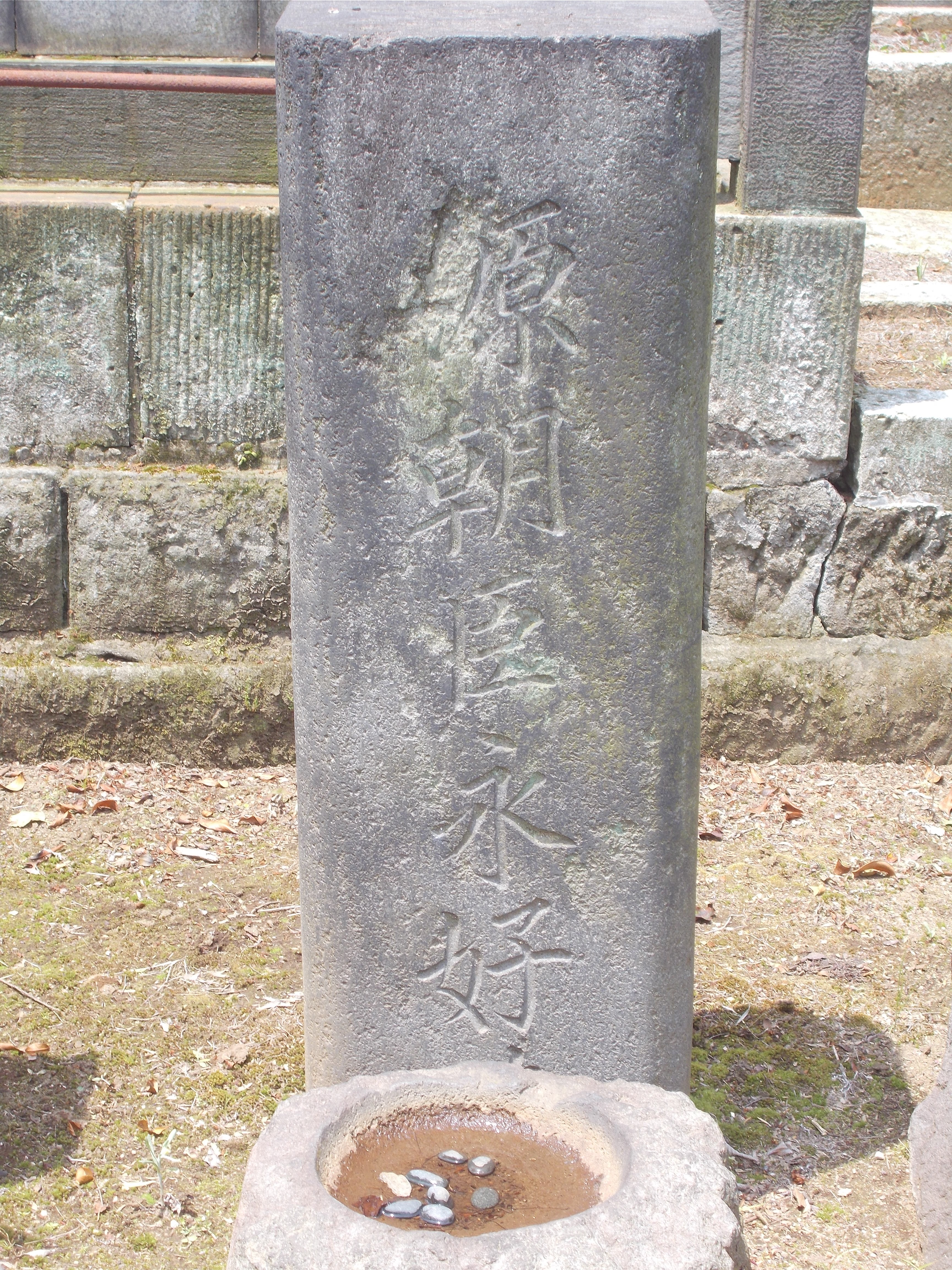
間宮永好の墓（玉林寺）

文化2年（1805年）江戸神田に生まれ、江戸・水戸に住んだ。小山田与清に国学を学び、天保年間水戸藩倭書局に入り、与清等と『八洲文藻』を編集した。
明治2年（1869年）8月伊能穎則の推挙で神祇権大史、明治3年（1870年）2月大史、従七位となり、同年10月から明治4年（1871年）2月まで京都に勤めた。5月文部省に転じ、明治5年（1872年）1月3日68歳で病没した。墓所は谷中玉林寺参道左側本堂前。
なお、同じ小山田与清門下に神田佐柄木町在住の津田氏家臣間宮一郎（名は升芳、号は拙斎）がいるが、同一人物か不明である。

## 著書
- 『日本紀竟宴歌』 - 熊本妙本寺旧蔵・水戸藩所蔵宗尊親王自筆本の与清写本を校正したもの[1]。
- 『万葉長歌部類（万葉長歌分類）』 - 天保9年（1838年）成立[1]。
- 『和歌色葉集』[1]
- 『松屋随筆』[1]
- 『箱根温泉志』 - 安政5年（1858年）5月箱根の福住正兄を訪れた時の著書。明治21年（1888年）正兄により『箱根七湯志』[3]として刊行[1]。
- 『掌中年中行事』[4] - 嘉永7年（1854年）2月刊[1]。
- 『掌中年中行事拾遺』[1]
- 『古今年中行事歌集』[1]
- 『万葉地名抄』[1]
- 『今古読法』[1]
- 『今古仮名遣』[1]
- 『参考歳時記』[1]
- 『古今集新柱』[1]
- 『百人一首新注』[1]
- 『品さだめ注』 - 『源氏物語』帚木巻中、雨夜の定めの場面の諸注を検討する[1]。
- 『行子の僧の集』[1]
- 『編年菅公伝』[1]
- 『神野山日記』 - 嘉永7年（1854年）3月妻八十子と上総国周淮郡神野寺に参詣した日記[1]。『房総叢書』第8巻所収[5]。
- 『万葉集類語』[1]
- 『自讃歌集』[1]
- 『八代集類語』[1]
- 『松蔭集』 - 与清門下の歌集[1]。
- 『職原抄新注』 - 与清の注釈本を引き継いで注釈したもの[1]。
- 『八雲のしをり』 - 歌学の案内書。『日本歌学大系』第9所収[1]。
- 『詠草』[1]
- 『仮名考に書き添ふる条々』[1]
- 『詔詞解索引』 - 本居宣長『続日本紀歴朝詔詞解』のいろは順索引[1]。
- 『春の山路（春の山踏[2]）』[6] - 嘉永2年（1849年）成立[1]。
- 『松屋七九詠草』 - 慶応3年（1867年）成立[1]。
- 『間宮永好稿本』[1]
- 『万葉集略解補正』[1]
- 『犬鶏随筆』 - 『歌文珍書保存会叢書』第9巻、『続日本随筆大成』第11巻所収[1]。
- 『書紀雑考』 - 『歌文珍書保存会叢書』第11巻所収[1]。
- 『古学道統図』[7] - 国学者学統図。板元不明となっていたものを補正、再刊したもの[1]。
- 『喚犬喚鶏之舎日次記』[8] - 安政6年（1859年）から文久3年（1863年）までの日記[2]。
- 『楽章』[1]
- 『ころもで日記』[9][1]
- 『永好歌集』[10][1]
- 『草津日記』[1]
- 『喚犬喚鶏之舎文集抜書』[1]
- 『歌集・短歌』 - 慶応2年（1866年）6月浄書[1]。
- 『松屋歌集』 - 明治17年（1884年）間宮資朗刊[1]。
- 『万葉集類林』[11][2]
- 『語林類葉』[12][2]
- 『筥荷日記』[13][2]
- 『後筥根日記』[14][2]

著作の多くは火災で焼失したが、一部は南部利剛室明子を通じて盛岡市中央公民館に伝わっている。

## 門人
- 間宮八十子[2]
- 久米幹文 - 八十子の妹静子の夫[2]。
- 小笠原燕子[2]

## 親族
- 父：渡辺義礼 – 旧姓は間宮。津田日向守家臣渡辺氏養子[1]。
- 母：渡辺氏[1]。
  - 弟：渡辺清蔵[1]
- 第一妻：大西氏[1]
  - 子 – 夭逝[1]。
  - 娘：大西氏養女[1]。
- 第二妻：増子 - 白浜氏[1]。嘉永3年（1850年）8月7日没[1]。
  - 子：久好 – 慶応3年（1867年）3月9日夭折[1]。
  - 娘：佐登 – 鈴木好輔に嫁いだ[1]。
- 第三妻：八十子 – 弘道館教職久米博高次女。水戸藩徳川斉昭に出仕し、後の南部利剛室明子を教育した[2]。
- 甥：久米幹文 –  文政11年（1828年）11月20日生、 明治27年（1894年）11月10日没[1]。歌人・国学者。東大講師。一高教授。（東大古典科の教え子・佐佐木信綱『明治大正昭和の人々』20頁参照。）

この他、安政6年（1859年）娘とく又は豊を南部家に出仕させている。墓域には小菅子（明治6年（1873年）12月17日没）、間宮資朗（明治20年（1887年）9月2日没）の名も見えるが、関係性は不明。